# Olden
Olden betegner agern og bog, som er egens og bøgens frugter, der inden for botanikken betegnes som nødder. Olden spiller en betydelig rolle som føde for vilde dyr og fugle og havde tidligere meget stor betydning som husdyrfoder, især for svin. Tidligere regnede man flere andre frugter med under olden, eksempelvis hasselnødder, spisekastanjer og hestekastanjer.
Skovenes træer bærer ikke lige mange frugter hvert år. Med mellemrum af 3-6 år bærer træerne særlig meget olden (egen og bøgen ikke nødvendigvis samme år). Man taler da om oldenår.

## Oldens betydning for vilde dyr og fugle
I Danmark er olden føde for fugle som skovskader, fasaner, spætmejser, musvitter, ringduer, finker og for vildt som hjorte og vildsvin samt gnavere som skovmus, rødmus, halsbåndsmus og egern. Især skovskaden bidrager til plantningen af egetræer, når den samler depoter af agern til vinteren. En del agern i dens depoter vil spire og blive til nye egetræer. Det kommer fugle, der lever af gnavere, eksempelvis musvåger og natugler, til gode, når et godt oldenår har sørget for rigelig forplantning hos mus. En voldsom stigning i fuglebestanden i danske skove kan også skyldes, at trækfugle i oldenår slår sig ned i Danmark i stedet for at flyve videre sydpå. Dette gælder for eksempel kvækerfinken fra Nordskandinavien.

## Olden og svineavl
I ældre tider var olden afgørende for svineavlen, hvor man talte om oldensvin og betalte oldengæld til skovejeren for at lade svinene "gå på olden". I gode oldenår kunne svinene lægge betydelige mængder fedt til (oldenflæsk) inden slagtningen hen under jul. Det er ikke mere end et par generationer siden, at næsten alt energiforbrug kom af menneskelig arbejdskraft, og derfor var det en bydende nødvendighed at spise en fedtrig kost for at kunne klare hverdagen. I Spanien spiller olden den dag i dag en vigtig rolle for opdræt af svin, og skinkerne fra sortfodssvin, der har ædt sig fede på olden, er en både dyr og delikat spise.

## Olden som menneskeføde
Der er mange eksempler på direkte brug af olden som føde for mennesker, men i nyere tid mest i krisetider. Særligt bog har en fin, nøddeagtig smag. Agern er også spiselig, men har et højt indhold af garvesyre, som giver en besk og snerpende smag. Den giftige og dårligt smagende garvesyre kan fjernes, da den er vandopløselig. Spor helt tilbage fra jægerstenalderbopladser tyder på, at man allerede dengang har kendt til, hvordan man fjerner garvesyren fra agern. Muligvis har man malet agern til mel og kogt en nærende, men ikke så velsmagende, grød af den.

## Olden i litteraturen
I eventyret Svinene fra 1851 af H.C. Andersen omtales oldensvinene:
| Citat                             | Forbi! forbi! – det Skjønne er forbi! Roserne ere borte, Træernes Blade falde af! her er vaadt, her er raat! Fuglene, som sang, tie stille, Svinene gaae paa Olden, Svinene ere Herrer i Skoven | Citat |
| Svinene fra 1851 af H.C. Andersen | |       |